# Chaos auf Schloss Haversham
Mord auf Schloss Haversham (Originaltitel: The Play That Goes Wrong) ist eine Komödie von Henry Lewis, Jonathan Sayer und Henry Shields mit Uraufführung im Jahr 2012. Das Stück wurde 2014 in das Duchess Theatre im Londoner West End verlegt, wo es seitdem läuft. Die deutschsprachige Erstaufführung Mord auf Schloss Haversham (Übersetzung Martin Riemann) fand am 12. November 2016 im Großen Haus des Theaters Hof unter der Intendanz von Reinhardt Friese statt. Danach folgten weitere Aufführungen am Frankfurter Fritz Rémond Theater im Zoo im Dezember 2016 unter dem Titel Chaos auf Schloss Haversham, in Zürich, im Hamburger St. Pauli Theater (jeweils mit dem Titel The Show must go wrong), in Berlin im Renaissance-Theater sowie beim Theaterforum Humiste in Imst. Die österreichische Erstaufführung an einem professionellen Theater hatte im Februar 2019 im Wiener Metropol ihre Premiere unter dem Titel Wird schon schief gehen.

## Handlung
Vordergründig dreht sich das Theaterstück um die Aufklärung des Mordes an einem jungen Adligen. Tatsächlich ist Mord auf Schloss Haversham ein Stück über eine Gruppe von Laienschauspielern, die als fiktive Cornley Polytechnic Drama Society ein Theaterstück (im englischen Original Murder at Haversham Manor) aufführen wollen, welches an Agatha Christies The Mousetrap erinnert. Das amateurhafte Verhalten zeigt sich schon vor Beginn, da noch beim Eintreffen der Besucher an der Dekoration gearbeitet wird und der Regisseur, der in einer Doppelrolle auch den Inspektor darstellt, um Nachsicht für seine Debütinszenierung bittet.
Handelnde Personen der Aufführung der Laiengruppe sind neben dem Opfer dessen Verlobte Florence, Bruder Cecil, dessen Freund Thomas sowie dessen Butler, dessen Gärtner und ein Inspektor.

## Rezeption
Der „Ideenreichtum an unmöglichen und stets witzigen Situationen“ sei „unglaublich“ und „sicher nur in dieser Form in England“ zu finden, so das Journal aus Luxemburg. Deutlich mehr als die Hälfte der Gags sei visueller Natur. Der Bayerische Rundfunk attestierte der deutschsprachigen Erstaufführung am Theater Hof „feinsten britischen Humor“. Die Frankenpost attestierte der Premiere „den größten Spaß“ und beglückwünschte das Ensemble: „Bedenkt man, dass im Theater hinter der größten Leichtigkeit die meiste Arbeit steckt, kann man ihnen nur gratulieren. Weitgehend unfähige Laien zu spielen, die ein Stück komplett in den Sand setzen - das müssen gestandene Profis erst einmal glaubhaft machen. […] Das Timing der Gags, der Mimik, der Gestik, des Textes ist perfekt. Die beste Bestätigung dafür sind die immer wieder aufbrandenden Lachsalven, der häufige Szenen- und natürlich der ausgiebige Schlussapplaus samt Bravorufen.“
Auch die Aufführung des Fritz Rémond Theaters wurde wohlwollend in der regionalen Kultur- und Veranstaltungszeitung Strandgut besprochen: „Schlag auf Schlag […] von blendenden Dialogen begleitet“ ginge schief, „was nur schief gehen kann, bis die Bühne in Einzelteilen und das Publikum um Gnade winselnd in den Seilen hinge.“ Eine Szene, in der sich die Schauspieler in einer Endlosschleife verlieren und die in „einer Dinner-for-One-Posse“ münde, unterstreiche das choreographische Geschick des Intendanten. Gleichwohl wurde einschränkend angemerkt, dass es „etwas Anlauf brauche, um über den puren Klamauk lachen zu dürfen.“ In der 2017er-Auflage des Marco Polo Cityguide Frankfurt für Frankfurter wurde die Aufführung als „Slapstick und britischer Humor à la Monty Python“ bezeichnet. An anderer Stelle wurde bei der Frankfurter Aufführung hervorgehoben, es sei „ein Stück wie ein Comic aus den besten Zeiten des ‚MAD-Magazins‘, ergänzt durch gekonnte Valentinaden, einem Hauch von Mister Bean und Monty Python.“
Der Erfolg des Stücks hat zu einem Spin-off geführt: Peter Pan Goes Wrong.

## Auszeichnungen
- 2015 Best New Comedy – Olivier Award[8]
- 2015 Best New Play – BroadwayWorld UK[9]
- 2014 Best New Comedy – WhatsOnStage Awards[10]